# Il prigioniero (film 1978 Coulibaly)
Il prigioniero (Kasso Den) è un film del 1978 diretto da Sega Coulibaly (o Diambere Sega Coulibaly).

## Trama
A seguito di un'appropriazione indebita da parte di due suoi collaboratori, Tierno, il contabile di una società, finisce in prigione e sconta una pena di 15 anni di lavoro forzato. Il film inizia il giorno in cui Tierno lascia la prigione e scopre il tradimento dei suoi due colleghi. Uno ha comprato la sua casa e l'altro ha preso sua moglie. Senza risorse, scoraggiato, Tierno pensa al suicidio. Suo figlio lo dissuade, quindi parte alla ricerca dei due colpevoli e, dopo innumerevoli avventure, avrà la sua vendetta.

## Distribuzione
Distribuito da film del Sahel, con l'assistenza di Air Mali, il Ministero delle informazioni del Mali, il Ministero della cooperazione francese e la partecipazione di S.N.P.C. Senegal.
In Francia, il film è stato distribuito con il titolo Le Prisonnier o Kasso Den a Bambara.